# Dushyanta

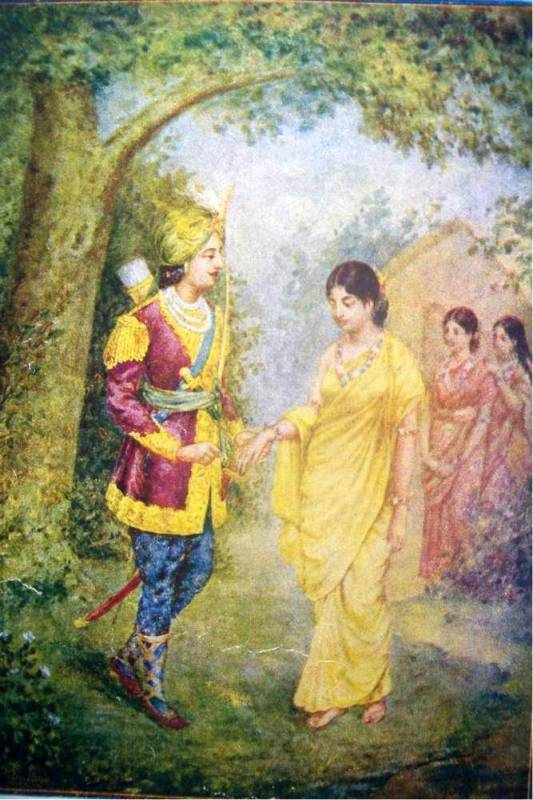
Dushyanta et Shakuntala, deux personnages forment Indian Epic Mahabharata - 1940's Vintage Prints.

Dushyanta est, dans la mythologie hindoue, un roi, époux de Shâkuntalâ et père de Bharata, ancêtre éponyme de la nation indienne.
Il est mentionné dans le Mahabharata et dans La Reconnaissance de Shâkountalâ (Abhijñānashākuntala) du poète Kâlidâsa.